# 유의배
유의배(1946년 ~ ), 본명 루이스 마리아 우리베(Luis Maria Uribe)는 스페인 출신으로 대한민국에서 활동한 프란치스코회(작은형제회) 소속 로마가톨릭 신부이다.
스페인 바스크 지방의 게르니카 출신이다. 수도회 입회 후 2년 간 볼리비아에서 선교사로 있다가 1976년 한국에 왔다. 1980년부터 한센병 환자나 중증 장애인들의 거주 시설인 경남 산청의 성심원(1958년 설립)에서 40년 넘게 봉사하는 삶을 살았다. 2023년 국민추천포상 제도를 통해 국민훈장 모란장을 수상했다.